# 江戸川区総合文化センター
江戸川区総合文化センター（えどがわくそうごうぶんかセンター）は、江戸川区が設置管理運営するホール。

## 概要
老朽化した江戸川区公会堂の後継施設として1983年、小松川境川親水公園「水の庭園ゾーン｣付近に完成。
- 大ホール：客席数1,497席。
- 小ホール：客席数502席。

その他、研修室、会議室、レストランなど有り。

## 交通
- JR東日本総武本線（総武快速線、中央・総武緩行線）新小岩駅より都営バスにて「江戸川高校前」バス停下車徒歩3分